# I guardiani di Wirikuta
I guardiani di Wirikuta è il primo romanzo di Giancarlo Narciso, pubblicato nel 1994 dalla casa editrice bolognese Granata Press nella collana "Nervi" e ripreso successivamente, in una nuova versione riveduta ed ampliata, da Oltre Edizioni nel 2022.
Il romanzo ripropone il classico tema della caccia al tesoro maledetto ed è ambientato in Messico.

## Edizioni
- Giancarlo Narciso, I guardiani di Wirikuta, Bologna: Granata, 1994
- Giancarlo Narciso, I guardiani di Wirikuta, Sestri Levante: Oltre, 2022